# Emplektit
Emplektit (IMA-Symbol Emp) ist ein relativ selten vorkommendes Mineral aus der Mineralklasse der „Sulfide und Sulfosalze“ mit der chemischen Zusammensetzung Cu1+BiS2 und damit chemisch gesehen ein Kupfer-Bismut-Sulfid, dass aber strukturell gesehen zu den Sulfosalzen gehört.
Emplektit kristallisiert im orthorhombischen Kristallsystem und entwickelt kleine, prismatische Kristalle, die parallel der c-Achse [001] gestreift sind. Auf polierten Flächen wurden auch Zwillingsbildungen beobachtet, wobei das zugrunde liegende Zwillingsgesetz bisher unbekannt ist. Das Mineral ist in jeder Form undurchsichtig (opak) und zeigt auf den Oberflächen der zinnweißen bis grauweißen oder graugelben Kristalle einen metallischen Glanz.

## Etymologie und Geschichte

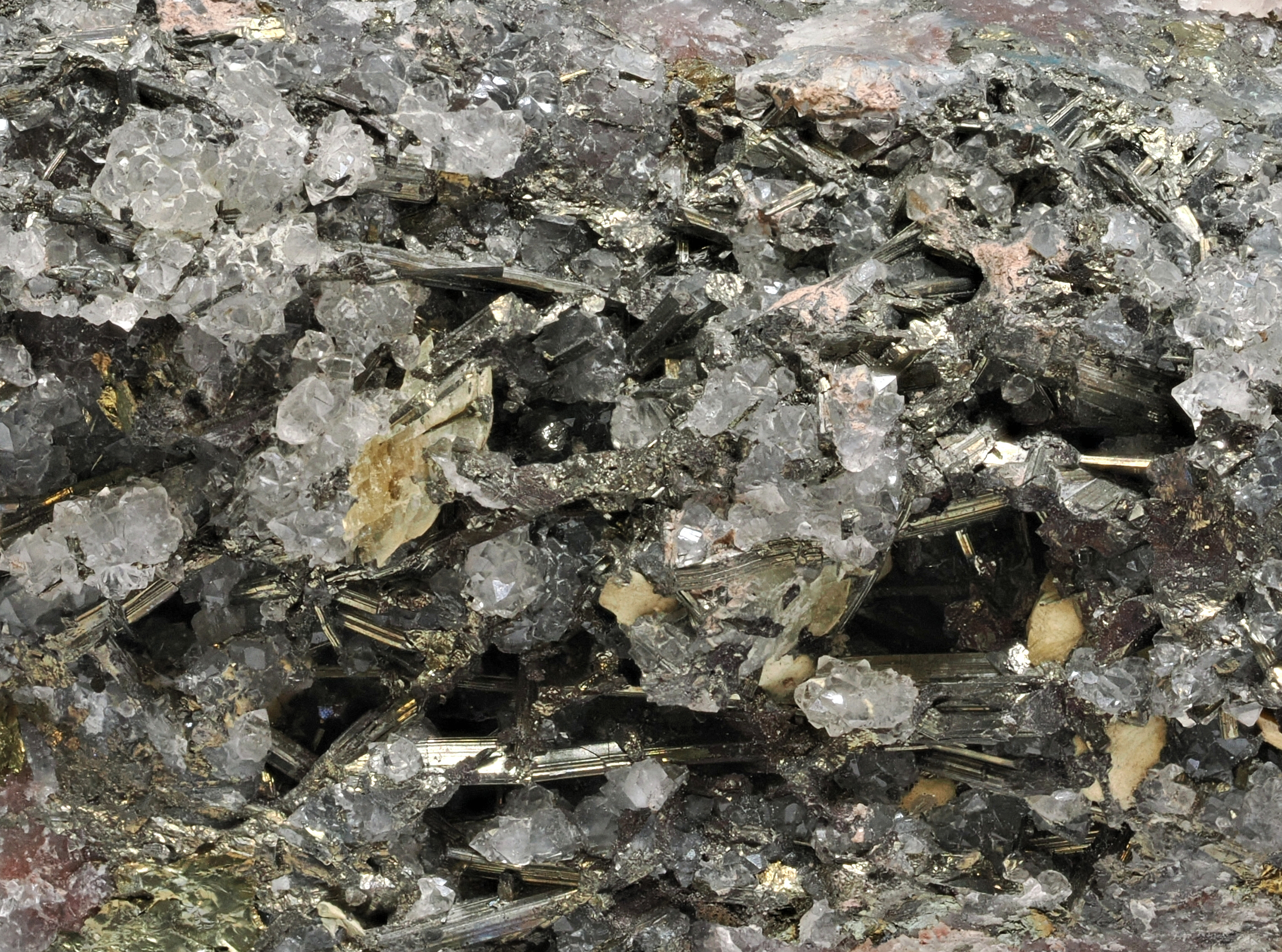
Innig mit Quarz (farblos) verwachsener Emplektit (silbrig-grau, gestreift) aus der Typlokalität Grube Tannenbaum

Benannt wurde Emplektit nach dem altgriechischen Wort έμπλεκτος [emplektos] für „verflochten“ oder „verwoben“. Der Name verweist damit auf die Tatsache hin, dass Emplektit häufig innig verwachsen mit Quarz auftritt.
Erstmals erwähnt wird das Mineral bereits 1817 durch Carl Josef Selb in der Beschreibung der „Wissmuth-Ordnung“ innerhalb seiner Mineraliensammlung. Seiner Feststellung nach zerfällt der „Wissmuthglanz“ in zwei Arten, einen strahligen und einen blättrigen, wobei der strahlige aus der Grube Tannenbaum zu Johann-Georgenstadt und der blättrige aus Riddarhyttan in Schweden stammt. Selb stellt zudem fest, dass es sich bei dem „strahligen Wismutglanz“ um ein Wismut-Kupfer-Sulfid handelt, dass sich deutlich vom Wismutglanz (heute: Bismuthinit) unterscheidet.
Möglicherweise erhielt die Veröffentlichung von Selb nicht die erhoffte Beachtung, denn unabhängig von Selb untersuchte auch R. Schneider 1853 verschiedene Bismutminerale und stellte ebenfalls fest:

„Das an verschiedenen Orten (Schneeberg, Schwarzenberg, Johanngeorgenstadt) des sächsischen Erzgebirges unter dem Namen „Wismuthglanz“ vorkommende Mineral ist bisher noch niemals Gegenstand genauer analytischer Untersuchungen gewesen; nur nach seinem äußeren Ansehen und nach der Art seines Vorkommens scheint man es ohne weiteres für identisch mit Wismuthglanz genommen zu haben.“

Für seine Untersuchungen erhielt Schneider von Gustav Rose ebenfalls Proben von Wismuthglanz aus der Grube Tannenbaum im Johanngeorgenstädter beziehungsweise dem Schwarzenberger Bergbaurevier. Als genaue Typlokalität gilt inzwischen der „Tannenbaumstollen (September)“ (eigentlich September mit dem Zusatz „Tannebaum“); englisch Tannebaum Mine (Wismut Shaft 98) bei Antonsthal (Breitenbrunn) im sächsischen Erzgebirgskreis. Ein Aufbewahrungsort für das Typmaterial des Minerals ist allerdings nicht dokumentiert.
Seinen heute gültigen Namen Emplektit (englisch Emplectite) erhielt das Mineral 1855 durch Gustav Adolf Kenngott. Ein Jahr zuvor hatte James Dwight Dana das Mineral zwar bereits nach dessen Typlokalität als Tannenit bezeichnet, schloss sich aber 1868 Kenngotts Benennung als Emplektit an.
Da der Emplektit bereits lange vor der Gründung der International Mineralogical Association (IMA) bekannt und als eigenständige Mineralart anerkannt war, wurde dies von ihrer Commission on New Minerals, Nomenclature and Classification (CNMNC) übernommen und bezeichnet den Emplektit als sogenanntes „grandfathered“ (G) Mineral. Die seit 2021 ebenfalls von der IMA/CNMNC anerkannte Kurzbezeichnung (auch Mineral-Symbol) von Emplektit lautet „Emp“.

## Klassifikation
Bereits in der zuletzt 1977 überarbeiteten 8. Auflage der Mineralsystematik nach Strunz gehörte der Emplektit zur Mineralklasse der „Sulfide und Sulfosalze“ und dort zur Abteilung „Komplexe Sulfide (Sulfosalze)“, wo er gemeinsam mit Chalkostibit, Cuprobismutit und Wittichenit sowie im Anhang mit Berthierit in der „Kupferspießglanz-Gruppe“ mit der Systemnummer II/D.02 steht.
In der zuletzt 2018 überarbeiteten Lapis-Systematik nach Stefan Weiß, die formal auf der alten Systematik von Karl Hugo Strunz in der 8. Auflage basiert, erhielt das Mineral die System- und Mineralnummer II/E.04-020. Dies entspricht der Abteilung „Sulfosalze (S : As,Sb,Bi = x)“, wo Emplektit zusammen mit Chalkostibit, Cuprobismutit, Grundmannit, Hansblockit, Hodrušit, Kupčíkit, Pizgrischit, Příbramit und Quijarroit eine unbenannte Gruppe mit der Systemnummer II/E.04 bildet.
Die von der International Mineralogical Association (IMA) zuletzt 2009 aktualisierte 9. Auflage der Strunz’schen Mineralsystematik ordnet den Emplektit in die Abteilung „Sulfosalze mit SnS als Vorbild“ ein. Diese ist weiter unterteilt nach den in der Verbindung vorherrschenden Metallen, so dass das Mineral entsprechend seiner Zusammensetzung in der Unterabteilung „Mit Cu, Ag, Fe (ohne Pb)“ zu finden ist, wo es zusammen mit Chalkostibit die „Chalkostibitgruppe“ mit der Systemnummer 2.HA.05 bildet.
In der vorwiegend im englischen Sprachraum gebräuchlichen Systematik der Minerale nach Dana hat Emplektit die System- und Mineralnummer 03.07.05.02. Auch dies entspricht der Klasse der „Sulfide und Sulfosalze“ und dort der Abteilung „Sulfosalze“. Hier findet er sich innerhalb der Unterabteilung „Sulfosalze mit dem Verhältnis z/y = 2 und der Zusammensetzung (A+)i(A2+)j [ByCz], A = Metalle, B = Halbmetalle, C = Nichtmetalle“ in einer unbenannten Gruppe mit der Systemnummer 03.07.05, in der auch Chalkostibit eingeordnet ist.

## Kristallstruktur
Emplektit kristallisiert in der orthorhombischen Raumgruppe Pnma (Raumgruppen-Nr. 62) mit den Gitterparametern a = 6,1426(3) Å; b = 3,9189(4) Å; c = 14,5282(7) Å sowie 4 Formeleinheiten pro Elementarzelle.
Die Kristallstruktur von Emplektit besteht aus Endlosketten mit eckenteilenden trigonalen Bi2S4-Pyramiden und CuS4-Tetraedern parallel der Flächen (001) beziehungsweise senkrecht zur c-Achse [001]. Diese sind wechselseitig miteinander zu Schichten senkrecht zur c-Achse [001] verknüpft.
| Kristallstruktur von Emplektit |
| --- |
| - mit Blickrichtung parallel zur a-Achse - mit Blickrichtung parallel zur b-Achse - mit Blickrichtung parallel zur c-Achse - räumliche Darstellung in der kristallographischen Standardausrichtung - größerer Ausschnitt als Polyedermodell mit freier Achsenstellung |
| Farblegende: 0 _ Cu 0 _ Bi 0 _ S |

## Bildung und Fundorte

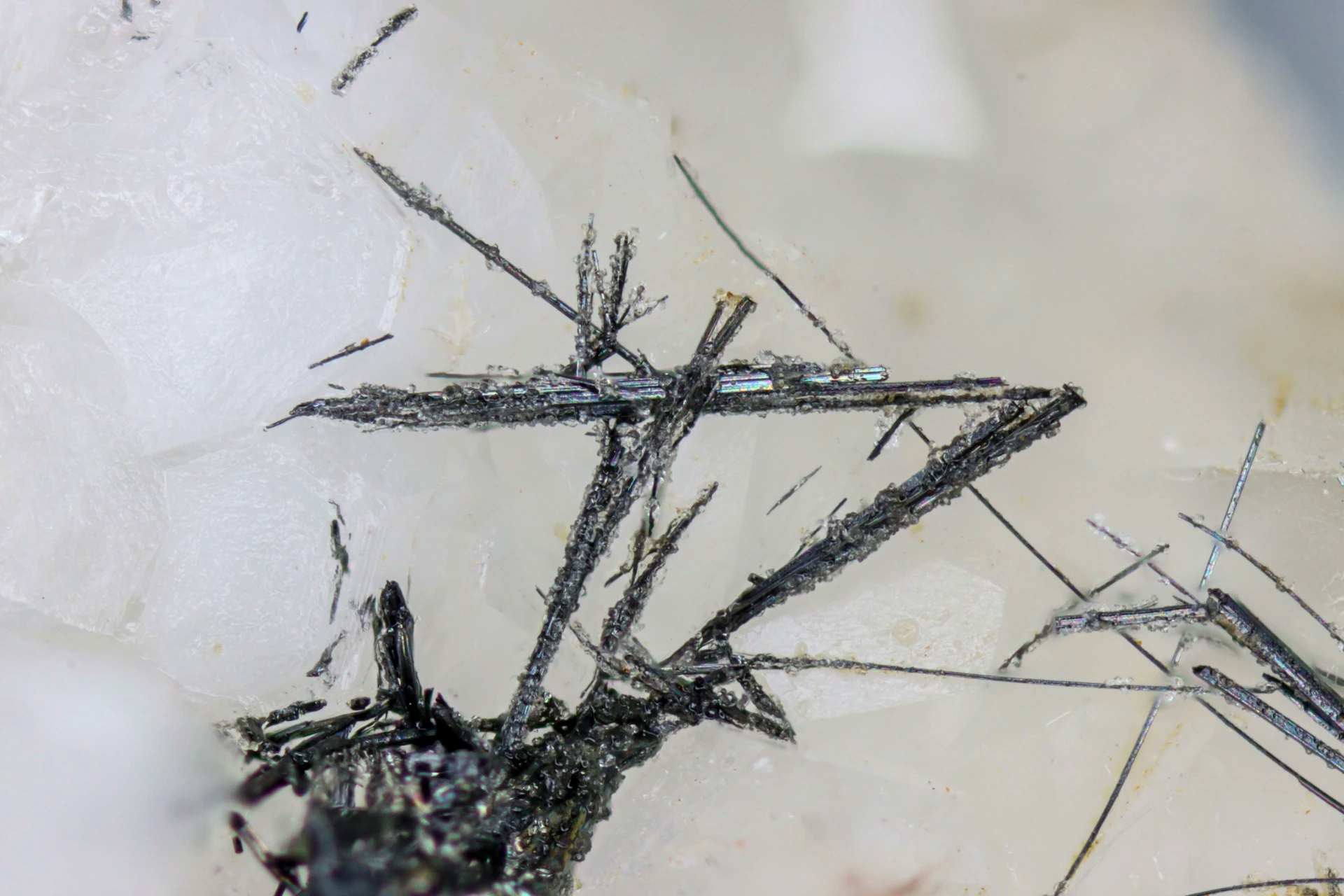
Emplektitkriställchen aus der Grube Käfersteige, Pforzheim, Baden-Württemberg (Sichtfeld 2 mm)

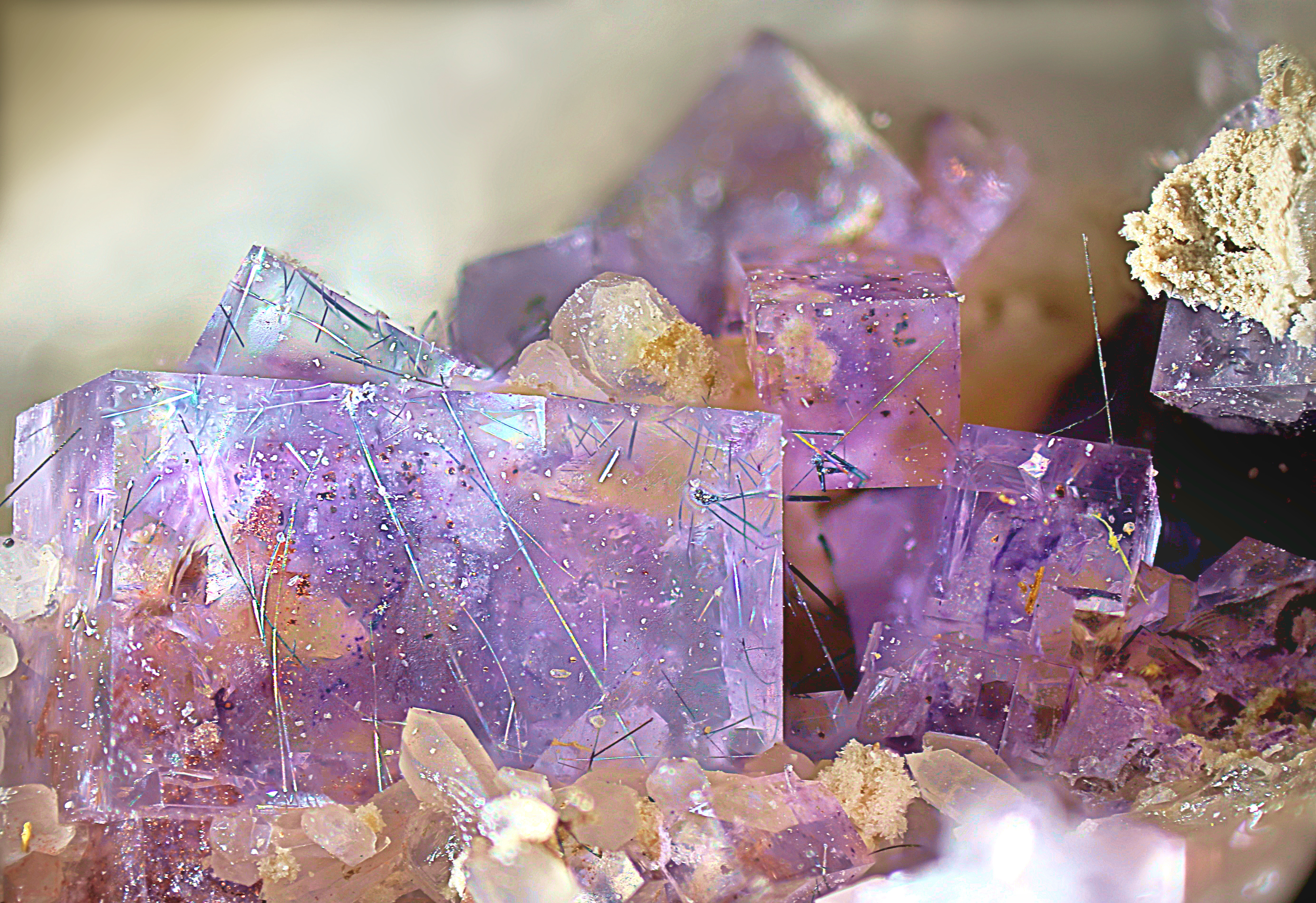
In Fluorit eingeschlossene Emplektit-Nadeln auf kleinen Quarz-Prismen aus dem Barbora-Stollen, Krupka, Ústí nad Labem, Tschechien (Sichtfeld 3 mm)

Emplektit bildet sich Hydrothermal-Adern bei mittleren Temperaturen zusammen mit anderen Sulfiden und Sulfosalzen. Als Begleitminerale können je nach Fundort unter anderem die Sulfidminerale Chalkopyrit, Laitakarit, Mawsonit, Nekrasovit, Molybdänit, Pyrit und Sphalerit sowie verschiedene Mischkristalle aus der Reihe Tetraedrit–Tennantit und Luzonit–Famatinit auftreten. Zusätzlich fanden sich weitere, gemeinsam mit Emplektit vorkommende Minerale wie unter anderem Baryt, gediegen Bismut, Calcit, Fluorit und Quarz.
Als eher seltene Mineralbildung kann Emplektit an verschiedenen Orten zum Teil zwar reichlich vorhanden sein, insgesamt ist er aber wenig verbreitet. Weltweit sind bisher rund 290 Vorkommen für Emplektit dokumentiert. Außer an seiner Typlokalität in der Grube Tannenbaum (auch Tannenbaumstollen (September)) trat das Mineral noch in mehreren Stollen und Schächten im Revier Antonsthal sowie im Stolln Pöhla und Schacht 318 bei Erla-Crandorf an der Schwarzenberger Kuppel zutage. Daneben wurde es im sächsischen Erzgebirgskreis noch in Bergbaurevieren Annaberg-Buchholz, Schneeberg, Schlema-Alberoda, Marienberg, in der Grube Sauberg bei Ehrenfriedersdorf und bei Johanngeorgenstadt entdeckt. Weitere bekannte Vorkommen liegen unter anderem in Baden-Württemberg, Bayern, Hessen, Niedersachsen, Nordrhein-Westfalen, Rheinland-Pfalz, Sachsen-Anhalt und Thüringen.
In Österreich fand man Emplektit bisher in den Goldlagerstätten bei Kliening in Kärnten, den Eisengruben bei Pitten in Niederösterreich, den Scheelit-Lagerstätten bei Mittersill in Salzburg sowie bei Steinhaus am Semmering und im Tal des Obertalbachs bei Schladming in der Steiermark.
In der Schweiz konnte das Mineral bisher nur am Piz Grisch nahe Ausserferrera im Kanton Graubünden sowie in den Gruben Le Biolec, Baicolliou und Bella Tola in der Gemeinde Anniviers im Kanton Wallis gefunden werden.
Weitere Fundorte liegen unter anderem in Argentinien, Armenien, Australien, Aserbaidschan, Bolivien, Botswana, Bulgarien, Chile, China, der Elfenbeinküste, in Finnland, Frankreich, Georgien, Griechenland, Grönland, Indonesien, Iran, Italien, Japan, Kanada, Kasachstan, Kirgisistan, der Demokratischen Republik Kongo, Marokko, Mexiko, Myanmar, Neuseeland, Nordmazedonien, Norwegen, Peru, Polen, Portugal, Rumänien, Russland, der Slowakei, Südafrika, Schweden, Tadschikistan, Tschechien, der Türkei, Ungarn, Usbekistan, im Vereinigten Königreich (England, Schottland) und den Vereinigten Staaten von Amerika (Arizona, Colorado, Kalifornien, Nevada, New Mexico, Utah)